# 金乡镇 (苍南县)
金鄉鎮，是中華人民共和國浙江省溫州市蒼南縣下轄的一個鎮。

## 历史
1387年（明洪武二十年）金乡筑城置卫，为浙南海防重镇。

## 行政区划

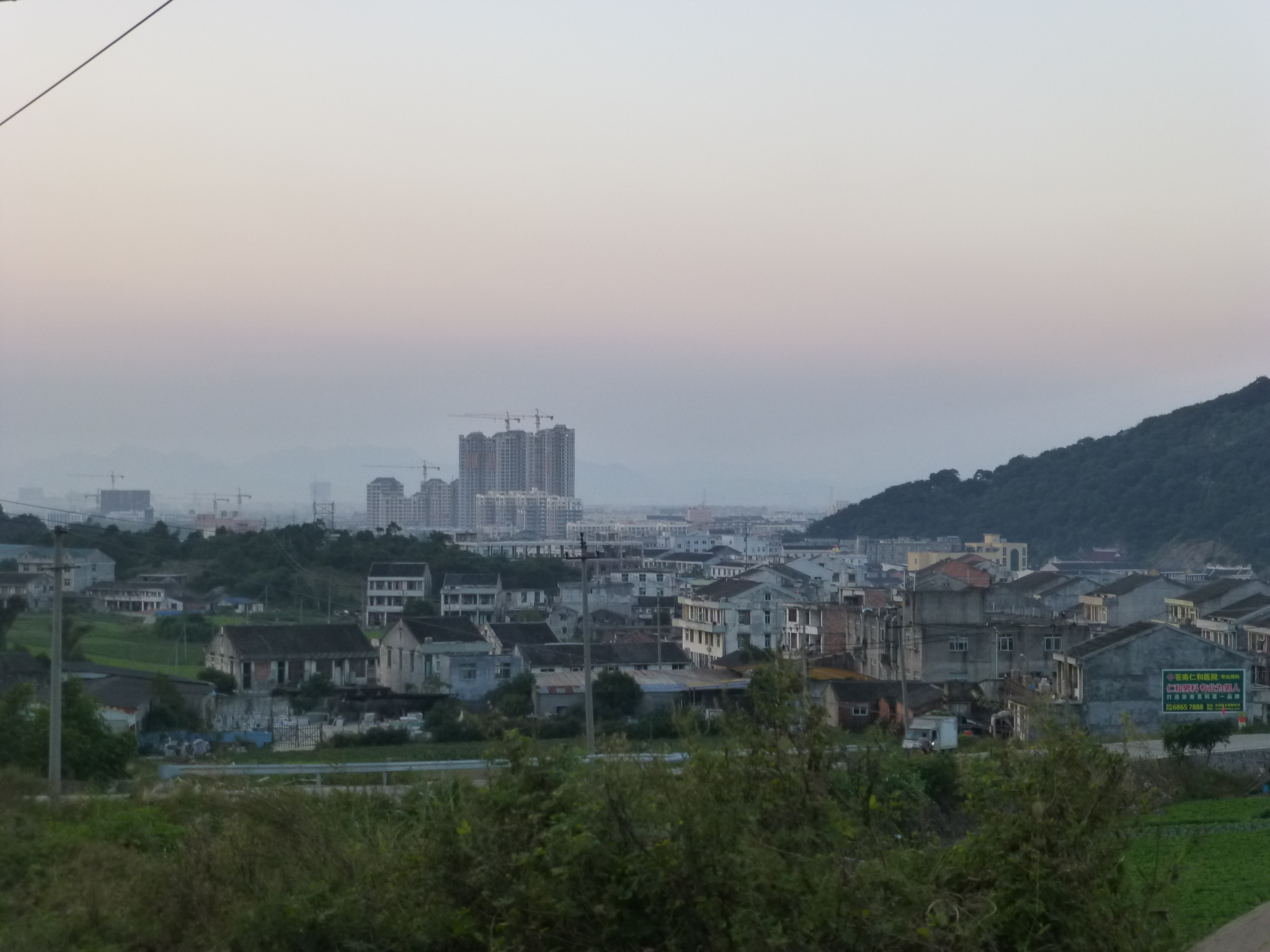
金乡镇

金乡镇下辖以下村级行政区划单位：
凤凰社区、丰乐社区、球山社区、茶亭社区、七星社区、卫前社区、海晏社区、金星村、城中村、五一村、星光村、狮山村、黄坭岙村、梅岭脚村、梅岭头村、十八步村、凉亭村、干溪村、牛卧龙村、龙蟠基村、湖里村、珠梅岭村、倒桥村、桥头连村、溪头村、瓦窑村、前堡村、张良山村、永兴村、半浃连村、河尾村、郑家楼村、郑家垟村、南垟村、东店包村、黄金河村、珠照垟村、吴家堡村、戴家堡村、东埭头村、蔡家村、东田村、洪岭下村、池心村、东山蔡村、苏家村、前张村、余庄村、大桥头村、阳美村、黄家宅村、四代徐村、林家硐村、上乾头村、坊下村、底店村、汤鉴垟村、上堡村、冯店村、河头村、大处基村、灵峰村、灵峰黄村、夏八美村、前半垟村、后半垟村、下泽汤村、夏泽村、坑南村、坑东村、风水湾村、兴渔村和兴澳村。

## 人口

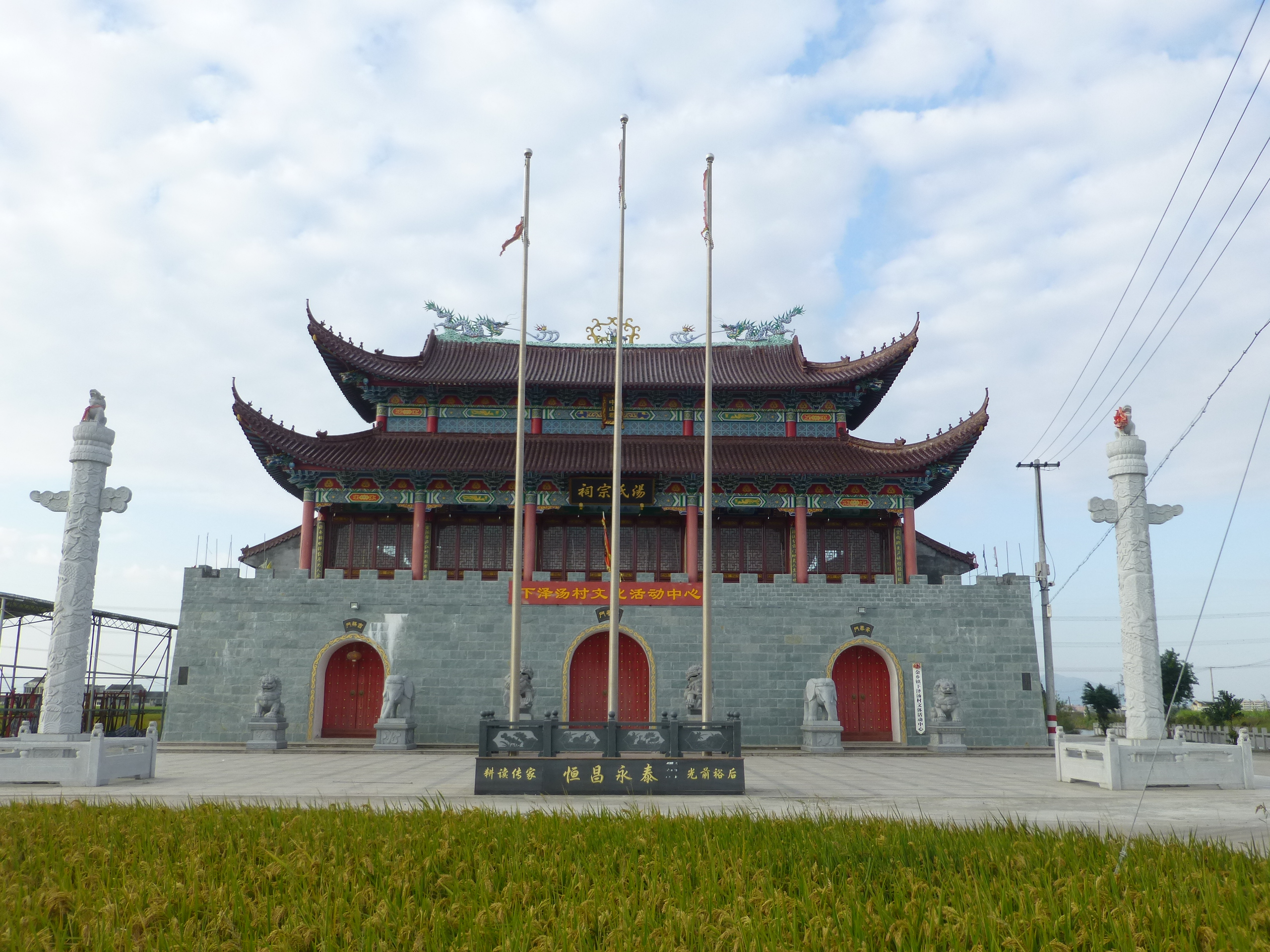
位于金乡镇下泽汤村的汤氏宗祠和村文休活动中心

全镇人口10万，镇内通用语言为金乡话，部分村落通用语言为闽南语。

## 经济
浙江省苍南县金乡镇在经济方面以金乡徽章厂为知名企业。该厂生产各类徽章，包括普通校徽、中国人民解放军徽章、中华人民共和国勋章、外国军队的军章以及联合国维和部队的军警徽章。这些产品涉及联合国维和部队和50多个国家，使得金乡镇被誉为“徽章联合国”。这一产业的多样性和国际影响力为金乡镇的经济发展做出了重要贡献。 
除金乡徽章厂外，还以不干胶材料和印刷业（包括商标、挂历、笔记本、请柬、徽章等）为特色产业。这些产业与毗邻的龙港市、灵溪镇、平阳县等印刷产业紧密合作，使金乡镇成为浙江省南部重要的城镇之一。这种产业合作和特色产业的发展为金乡镇经济增长和地区发展做出了重要贡献。 